# Essex Castle
Essex Castle var ett slott i kronbesittningen Guernsey). Det fanns i den nordöstra delen av landet på ön Alderney.
Närmaste större samhälle är St Anne, 2,3 km väster om Essex Castle.